# Gift O' Gab
Gift O' Gab er en amerikansk stumfilm fra 1917 af W.S. Van Dyke.

## Medvirkende
- Jack Gardner som Tom Bain
- Helen Ferguson som Peggy Dinsmore
- Frank Morris som Chub Dinsmore
- John Cossar som Mr. Dinsmore